# Jean-Baptiste Mimiague
Jean-Baptiste Narcisse Mimiague (Villefranche-sur-Mer, 1871. február 3. – Nizza, 1929. augusztus 6.) olimpiai bronzérmes francia vívómester.
A második nyári olimpián, az 1900. évi nyári olimpiai játékokon, Párizsban indult vívásban, egy versenyszámban: tőrvívásban bronzérmet szerzett. Ebben a vívószámban csak mesterek indulhattak.